# 青岛德县路小学
青岛德县路小学，曾用名明德小学，是位于今中华人民共和国山东省青岛市市南区德县路14号的一所小学。该校最初为创立于20世纪上半叶的天主教会学校，1950年代初改为公立。

## 校史

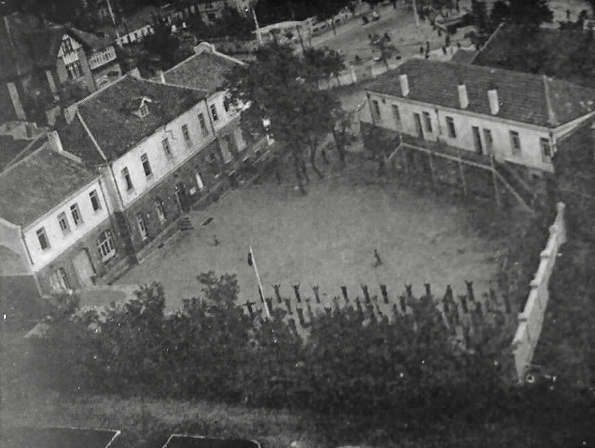
1945年的明德小学

德县路小学早期历史较为模糊。据该校官方与《青岛市志》的习惯说法，1900年，天主教圣言会德籍传教士白明德创办私立德华学校，即今德县路小学前身。《胶澳租借地发展备忘录》等历史文献确有德占时期圣言会在青岛办学的记录，但是否与德县路小学有关尚无定论。
1923年2月，天主教会创办私立明德两级小学校（一说1923年3月，天主教会将原教会学校更名为私立明德小学）。1931年8月教务改组，圣母文学会修士彭玉麟任校长。
1938年1月日军佔领青岛后，国民党青岛市党部宣传科科长兼中统青岛区室主任谈明华于当年秋季赴青岛，在明德小学设立电台联络站，谈明华等中统特务以明德小学教职为掩护，搜集驻青岛日军情报。1939年7月22日夜，中统机密交通员韩亚夫被日本海军宪兵逮捕后招供，23日凌晨，日本海军包围明德小学与青岛天主教堂，逮捕谈明华、彭玉麟等，当日逮捕明德小学教职员及涉案人员亲属百余人，并搜查出电台与抗日书刊。明德小学因此被勒令停办一年，1940年8月复课。
1951年3月，明德小学有教职员工25人，学生1036人。1951年，该校改名为青岛市私立晓光小学。1952年，青岛市人民政府经教育部指示收回各私立学校，同年11月与向群小学（原天主教会圣功女子小学）合并为青岛德县路小学。后因学生猛增，多达40个班，改为二部制学校。1958年夏，观海一路小学（原美南浸信会所创培基小学）并入德县路小学。1965年7月，原德县路小学分校（原观海一路小学）单独成立观海一路小学。1985年、1988年，观海一路小学与芝罘路小学先后撤销时有部分师生转入德县路小学。1987-1988年，该校有教学班19个，学生898人，教职工60人。

## 现况
德县路小学在2020年有教学班27个、学生1129人、在岗专任教师68人。该校拥有「全国中小幼科技教育研究实验学校」、「教育部信息技术教学应用示范学校」、「山东省依法治校示范学校」、「山东省艺术教育示范学校」、「青岛市规范化学校」、「青岛市现代化学校」、「青岛市品牌名校」等荣誉称号。

## 校舍
德县路小学校舍位于圣言会会馆旧址东北侧，毗邻青岛天主教堂，2020年校舍佔地面积3268.8平方米，建筑面积3438.04平方米。
该校1923年有楼房2栋，平房3间，礼堂1处，1943年曾扩充校舍。1963年开始在靠近天主教堂处新建教学楼，共8间教室，面积624平方米，可容纳学生400人。1989年6月至1991年9月，该校校舍改建，新楼面积1701平方米，设教室14个，教具室1间，美术室1间，德育室（大队部）1间，办公室3小间。1993年再次扩建，面积约为366.9平方米，教室及办公室共11间。2020年1月，市南区教体局对该校校舍整体加固、改造、修缮。